# Crkva sv. Mihovila u Žrnovnici
Crkva sv. Mihovila je rimokatolička crkva u zaseoku Mihanovići, u sjevernom dijelu naselja Žrnovnice, gradskog naselja Splita.
Crkva je sagrađena u romaničko-gotičkom stilu 13.-14. stoljeća, pa kao takva spada u zanimljive primjerke hrvatske srednjovjekovne arhitekture. Sagrađena je od nepravilno klesanog kamena pokrivenog žbukom. Apsida joj je polukružna.
Krov lađe i apside je pokriven kamenim pločama. Okrenuta je pročeljem prema zapadu.
Crkvu je do 2017. okruživao niz čempresa, no izgorjeli su u požaru 2017..

## Pročelje
Na vrhu pročelja je zvonik na preslicu s gotički slomljenim lukom i trokutnim završetkom pokrivenim kamenom pločom.
U sredini pročelja su vrata s dovratnicima od glatko klesanog kamena, a nadvratnik je ukrašen reljefnim ukrasom koji se sastoji od 3 luka (vidi sliku nadvratnika desno), a pod svakim lukom je križ čija tri kraka završavaju šiljasto, a četvrti donji ima četverokutnu bazu. Lukovi su spojeni isklesanim vitičastim ukrasom. Iznad nadvratnika uzidan je starokršćanski ulomak kasnoantičke ploče s ukrasom u obliku riblje ljuske. Iznad vrata je dugi uski prozor. Na južnom zidu crkve je četverokutni prozor s jednostavnim kamenim okvirom.

## Interijer
U crkvu se ulazi s tri stepenice, a unutrašnjost je popločana nepravilnim kamenim pločama. Pobočni zidovi su rasčlanjeni u tri slijepe arkade. Ugaone arkade se naslanjaju na ugaoni pilon s vijencem, a odatle na sami vijenac. Lađa je presvođena gotički slomljenim svodom s dva poprečna pojasa, a apsida bačvastim. Na uglovima apside je jednostavno profilirani vijenac. Oltar je uzdignut na dvije stepenice, zidan je i zatvara gotovo cijelu širinu apside, a oltarna ploča je kameni monolit s profilacijom. Iznad oltara je plitka niša za oltarnu sliku. Desno od oltara u apsidi je četverokutna niša za svetohranište.

## Arheološko nalazište oko crkve
Na zemljištu oko crkve nađeni su antikni ostaci: tragovi rimske opeke i ulomci keramike, pa se može zaključiti da postoji kontinuitet gradnje od antike do srednjeg vijeka, a tame u ide u prilog i kasnoantički ulomak nad vratima crkve s ukrasom u obliku riblje ljuske. Ovakvo ugrađivanje rimskih i starokršćanskih ulomaka bilo je uobičajeno u dalmatinskoj srednjovjekovnoj arhitekturi od 9. do 14. stoljeća.

## Zaštita
Pod oznakom Z-5458 zavedena je kao nepokretno kulturno dobro - pojedinačno, pravna statusa zaštićena kulturnog dobra, klasificiranog kao sakralna graditeljska baština.

## Vanjske poveznice
|  | Zajednički poslužitelj ima još gradiva o temi Crkva sv. Mihovila u Žrnovnici |

- Konzervatorsko - restauratorska istraživanja i smjernice za obnovu crkve sv. Mihovila na Gračiću  Arhivirana inačica izvorne stranice od 26. ožujka 2024. (Wayback Machine)